# Filología románica

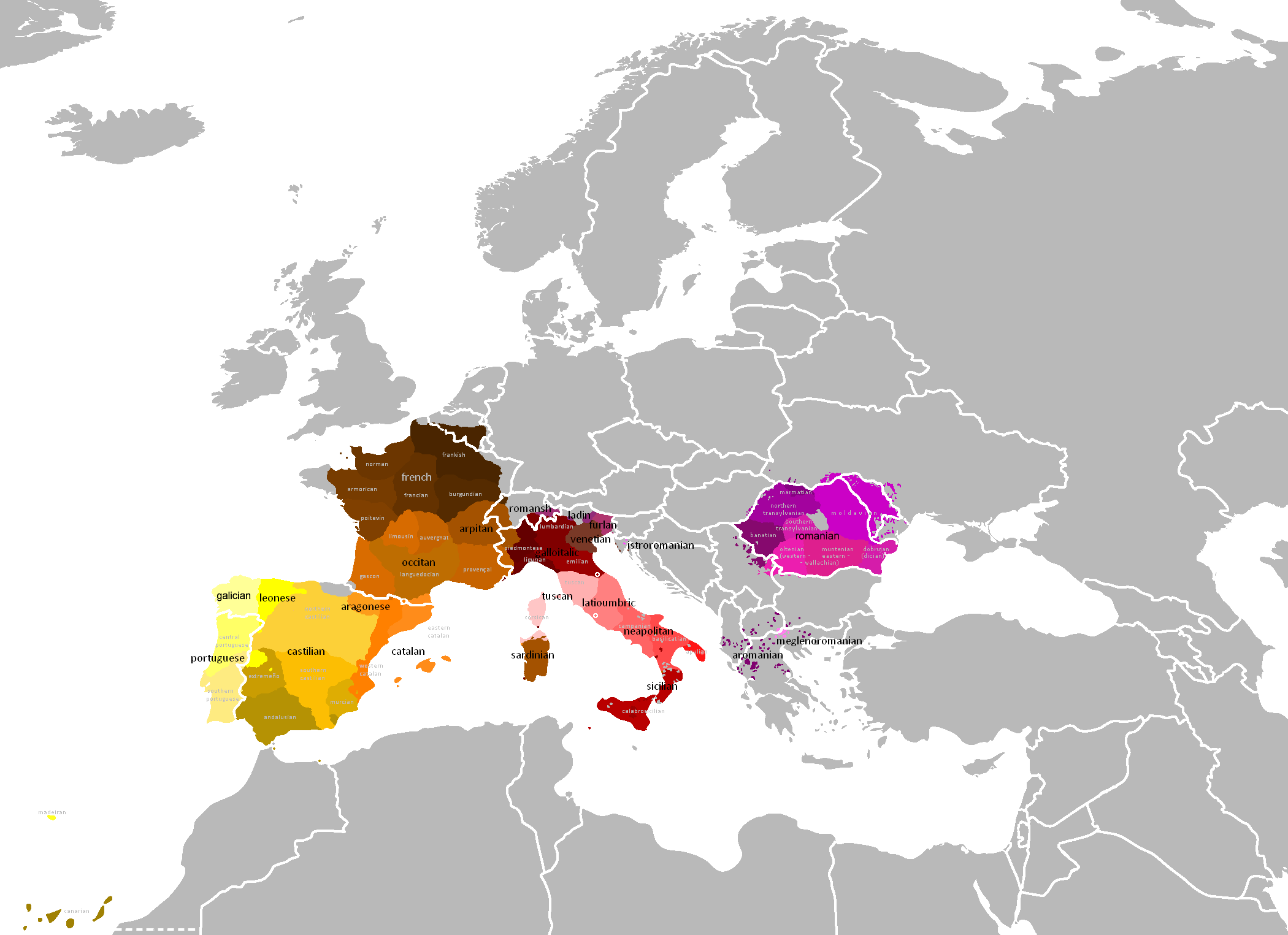
Disposición histórica de las lenguas románicas de Europa

La filología románica es la rama de la filología que se ocupa del estudio de las lenguas y literaturas romances.
La filología románica ha abordado el conjunto de las diversas lenguas medievales como un objeto de estudio común. La literatura de cada una de las lenguas que la conforma ha hecho de la filología románica un grupo homogéneo que, fruto de la curiosidad, el gusto por la síntesis y la apertura a cualquier fenómeno literario, conformó desde el siglo XIX, una metodología común que anunció lo que sería conocido como literatura comparada.
Uno de los primeros estudiosos de la filología románica fue François Raynouard, quien ya revela el uso de una metodología comparatista con un trabajo fundacional titulado justamente Grammaire comparée des langues de l'Europe latine dans leurs rapports avec la langue des troubadours (1821).
Otro estudioso que se puede considerar uno de los padres de la Filología Románica fue Jean-Jacques Ampère quien en 1832 pronunció el discurso De la littérature française dans ses rapports avec les littératures étrangères au Moyen Âge en el curso de apertura de la Sorbona.
La filología románica centra su estudio en las relaciones literarias internacionales en un periodo concreto: el nacimiento y primer desarrollo de las literaturas vulgares. De este modo, en la filología románica tiene un gran peso la función de la investigación ya que es crucial entender correctamente cada una de las lenguas en su fase constitutiva, lo que obliga al románico a investigar la lengua en este momento.

## Formación
Los departamentos de estudios románicos suelen incluir el estudio de español, francés, italiano y gallego-portugués —otros idiomas de estudio son el rumano y el catalán— por un lado, y la cultura, la historia y la política por otro.
Debido a que los países de América Latina hablan una lengua románica, en América Latina también se estudia en los departamentos de filología románica. Como resultado, las lenguas no romances en uso en América Latina, como el quechua, a veces también se enseñan en los departamentos de estudios románicos.

## Fines
Los fines de la filología clásica y la actual son aplicables a la filología románica y son los siguientes:
- Editar textos antiguos y modernos de acuerdo con el método de la ecdótica.
- Señalar la autenticidad de un texto mediante la crítica y la interpretación.
- Enseñar a escribir y leer correctamente las lenguas clásicas y actuales, además de exponer la literatura, gramática y cultura de estas lenguas al adentrarse en su historia.
- Traducir e interpretar el contenido de textos antiguos o modernos.
- Conocer y practicar el humanismo actual y de los clásicos grecorromanos.
- Disciplinar la mente y la expresión oral y escrita.
- Clasificar idiomas.
- Explicar, mediante la etimología, el léxico de las lenguas modernas.
- Estudiar la diacronía del léxico y gramática de las lenguas modernas, la lingüística sincrónica y sus respectivos grupos.
- Colaborar con editoriales en la edición de textos, como libros, diccionarios o revistas de diferentes disciplinas (derecho, ciencias, periodismo, etcétera).